# (2728) Yatskiv
(2728) Yatskiv – planetoida z grupy pasa głównego asteroid okrążająca Słońce w ciągu 3 lat i 312 dni w średniej odległości 2,46 j.a. Została odkryta 22 września 1979 roku w Krymskim Obserwatorium Astrofizycznym w Naucznym na Krymie przez Nikołaja Czernycha. Nazwa planetoidy pochodzi od Jarosława Stepanowycza Jackiwa, ukraińskiego astronoma. Przed nadaniem nazwy planetoida nosiła oznaczenie tymczasowe (2728) 1979 ST9.